# Michael Bennet
Michael Bennet (Újdelhi, 1964. november 28. –) az Amerikai Egyesült Államok Colorado államának szenátora.